# 王文芳
王文芳（1938年5月6日—2020年4月28日），山东招远人，中国水墨画家，西北画风代表人物，北京画院一级美术师。中国美术家协会会员，北京市美术家协会理事。

## 生平
1938年5月6日生于山东省招远县蚕庄镇河东王家村。幼年跟随母亲离开烟台，长住青岛。1957年入中央美术学院国画系，师从李可染、叶浅予、蒋兆和、李苦禅、宗其香诸先生。1961年曾赴敦煌实习。1962年毕业后，被分配到北京画院，成为专业画家，期间在秦仲文研究班深造，补习传统山水画。1980年代初再次赴中国西北地区写生。王文芳是当代中国画坛力主变革的画家之一，也是中国画坛西北画风的开创性代表人物。他一改传统山水画先施勾勒、皴擦，再施罩染的模式，而是先泼彩，而后在一定的湿度时勾皴，使泼与勾相化相融并相生。
主要作品有《侗乡三月》《高原晨趣》《梦回版纳》等。《乐山大佛》1981年获北京市创作二等奖，《明月无声》1984年参加六届全国美展并获北京市一等奖。《碧云低垂》获“孙中山与华侨”美展银奖。先后参加全国第六至十届美术展览。获首届全国国画展优秀奖和首届全国山水画展优秀奖。1988年及1998年在中国美术馆举办个人画展。2011年在北京举办第三次个人画展。1999年入选中国美术家协会、中央电视台评选的“国画五十家”。著有《王文芳山水画选》等多种出版物。
2017年5月，王文芳艺术馆在山东省烟台市莱山区宝源路6号开馆。2020年4月28日凌晨1时40分在北京画院宿舍家中去世。终生未婚。

## 出版物
- . 天津人民美术出版社. 2012. ISBN 9787530550700.
- . 人民美术出版社. 2011. ISBN 9787102055077.
- . 中国当代主流书画艺术系列丛书. 黑龙江美术出版社. 2008.
- . 河北美术出版社. 2005. ISBN 9787531023609.
- . 人民美术出版社. 2004. ISBN 9787102012544.
- . 天津人民美术出版社. 2002. ISBN 9787530519653.
- . 山西人民出版社. 1992. ISBN 9787203024217.

## 延伸阅读
- .   [2020-06-06]. （原始内容存档于2020-06-06）.
- 刘忠友 (编). . 人民美术出版社. 2017. ISBN 9787102076881.
- Michael Sullivan. . University of California Press. 2006: 164  [2020-06-06]. ISBN 9780520244498. （原始内容存档于2020-06-10）.